# Especiação peripátrica

Comparação dos tipos de especiação: alopátrica, peripátrica, parapátrica e simpátrica.

Especiação peripátrica é um modo de especiação, a formação de novas espécies através de evolução. Neste modo, as espécies novas são formadas em populações periféricas isoladas; este modo é semelhante à especiação alopátrica na medida em que as populações estão isoladas e por isso não há transferência de genes. No entanto, a especiação peripátrica, ao invés da especiação alopátrica, propõe que uma das populações seja muito menor do que a outra.
O conceito de especiação peripátrica foi originalmente proposto por Ernst Mayr e está relacionado com o efeito fundador, porque populações pequenas podem sofrer efeitos de gargalo selectivos. A deriva genética tem sido proposta várias vezes como um factor significativo na especiação peripátrica.